# Motala (město)
Motala je město v kraji Östergötland ve Švédsku, jedná se o třetí největší město ve svém kraji po Linköpingu a Norrköpingu. Motala se nalézá na východním břehu jezera Vättern.

## Historie
Kostel v Motale se datuje do 13. století. Po několik století byla Motala jen vesnicí v sousedství kostela a považována jen za zastávku na cestě do blízkého města Vadstena, které mělo ve Švédsku význam ve středověku. Napříč tomu měl tady král Gustav Vasa své panství a později královna Kristina dojížděla do oblasti do své letní rezidence v lázeňském rezortu Medevi, dvacet kilometrů severně od Motaly.
Když byl dostavěn Götský kanál počátkem 19. století, stala se Motala důležitým tržním městem u kanálu. Stavitel kanálu, Baltzar von Platen, má svůj hrob nedaleko města. Město obdrželo tržní právo v roce 1823, plnohodnotným městem se stalo 1. dubna 1881. Od reformy švédské samosprávy v roce 1971 je Motala samosprávní obcí, tudíž sídlem svého okolí.
V Motale sídlí významná továrna Motala Verkstad, která se zaměřuje na výstavbu mostů a železničního vybavení. V roce 1870 byla dokonce Motala Verkstad uvedena v románu Dvacet tisíc mil pod mořem od Julia Vernea jako výrobce přídě ponorky Nautilus. Ve městě později otevřely továrny i další významné švédské výrobní závody, například Electrolux nebo Luxor. V roce 1963 spustila firma Tetra Pak právě v Motale svůj první balicí stroj na obaly Tetra Brik.

## Podnebné podmínky
Motala je v mírném podnebí. Jezero Vättern poskytuje Motale o něco chladnější léta a mírnější zimy ve srovnání s oblastmi vnitřního Östergötlandu (±0,5–0,9 °C ve srovnání s blízkým městem Linköping). Nejteplejším měsícem je červenec s průměrnou denní průměrnou teplotou 16,4 °C a průměrnou denní teplotou 21,6 °C. Nejchladnějším měsícem je únor s průměrnou denní průměrnou teplotou -3,3 °C a průměrnou denní teplotou +0,1 °C. Rekordní teploty mezi lety 1961 a 1990, zaznamenané meteorologickou stanicí Motala Kraftverk, dosahovaly od -26,3 °C v únoru 1985 do 32,6 °C v srpnu 1975. Nejnovější data pocházejí z meteorologické stanice švédských ozbrojených sil, která se nachází přibližně 30 km severovýchodně od centra města. Její poloha ve vnitrozemí způsobuje větší denní teplotní rozdíly. Geografická poloha navíc snižuje sezónní zpoždění ve srovnání se stanicí poblíž Vätternu. Motala obecně zažívá hodně srážek, přičemž nejdeštivějším měsícem je srpen s průměrem 71 milimetrů srážek. Nejsušším měsícem je březen s průměrem 29 milimetrů srážek.

## Osobnosti
- Anders Holmertz, plavec
- Andreas Norlén, politik a tajemník Riksdagu od roku 2018
- Agnes Sandström (1887-1985), přeživší Titanicu
- Baltzar von Platen (1766-1829), zakladatel Götského kanálu
- Owe Wiktorin, důstojník švédského letectva, vrchní velitel švédských ozbrojených sil